# Dödsbädden
Dödsbädden (originaltitel The Woman in the Room) är en novell av Stephen King som handlar om tragisk sjukdom och dödshjälp. Den är också titelnovellen i Kings samling Nightshift (se "Majsens Barn" och "Dödsbädden (novellsamling)")